# Пересвет (броненосец)
«Пересве́т» — головной корабль серии из трёх несколько отличающихся друг от друга броненосцев (помимо него, в серию входили «Ослябя» и «Победа»), построенных на рубеже XIX—XX веков на Балтике и предназначенных прежде всего для крейсерских действий в океане. Все три корабля потоплены в русско-японской войне, причём два из них — сам «Пересвет» и «Победа» — были подняты японцами и введены в состав их флота. Позже, в годы Первой мировой войны, «Пересвет» был выкуплен Россией и зачислен в состав флота как броненосный крейсер.

## Основные характеристики

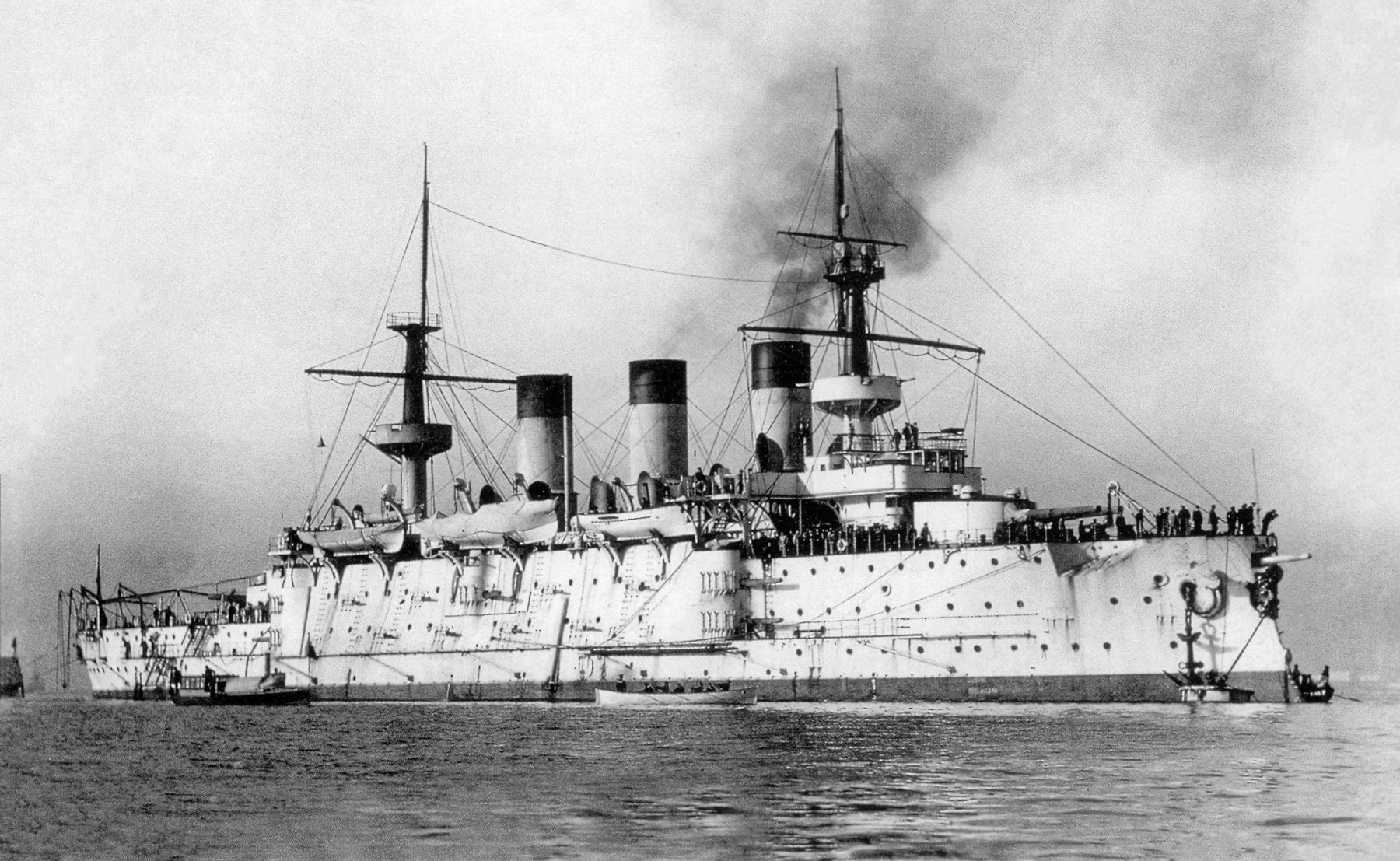
броненосец «Пересвет» на якоре, 1901 год

Полное водоизмещение фактическое 14 790 т, нормальное по проекту 12 674 т; длина наибольшая 132,4 м, по конструктивной ватерлинии 130 м, между перпендикулярами 122,3 м; ширина 21,8 м; осадка по проекту 7,93 м, фактическая с нормальным запасом угля 8,43 м. Коэффициент общей полноты 0,576; увеличение водоизмещения на 1 см осадки 20,55 т; площадь грузовой ватерлинии 2038,8 м²; площадь мидель-шпангоута 121,8 м².
Скорость проектная 18 уз, средняя на испытаниях 18,64 уз (водоизмещение 12 224 т, естественная тяга); мощность машин проектная 14 500 индикаторных л. с., на испытаниях 13 775 и.л. с. (естественная тяга); дальность плавания расчётная 10-уз ходом 5610 миль. Запас угля нормальный 1046 т, полный 2148 т.
Вооружение: четыре 254-мм, одиннадцать 152-мм, двадцать 75-мм, двадцать 47-мм и шесть 37-мм пушек, два 63,5-мм десантных орудия Барановского, пять 381-мм торпедных аппаратов.
Бронирование (гарвеевская сталь): главный пояс 229—178; верхний пояс 102; траверзы 178—102; палуба 82,6—50,8 мм; башни 229; барбеты 203; казематы 127 или 127 и 51 (данные разнятся); рубки 152 и 102 мм.

## Описание конструкции

### Корпус

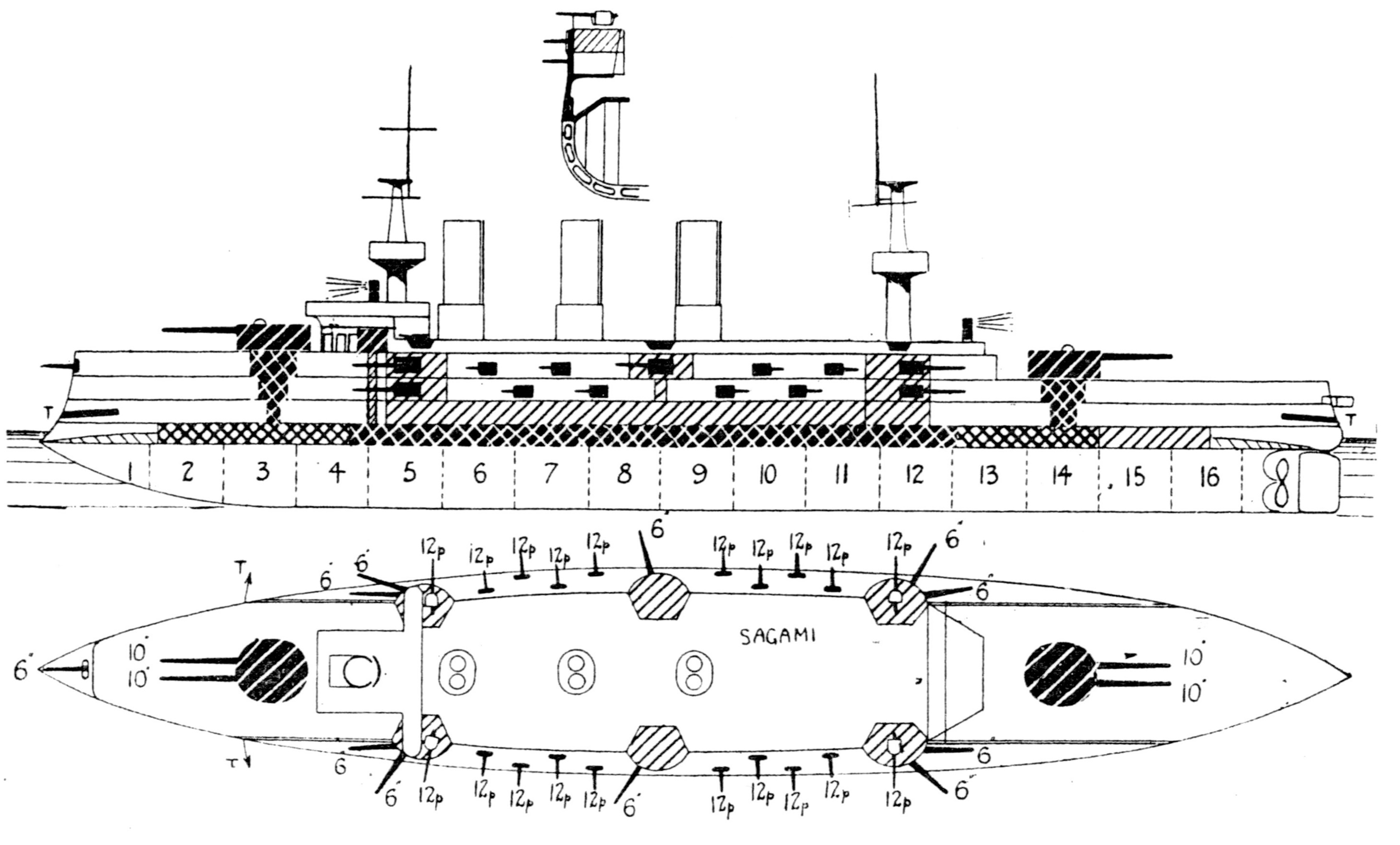
Схема корабля

Продольный набор корпуса включал вертикальный киль длиной 89 м из листов толщиной 12,7 мм, склёпанный из двух 15,9-мм листов горизонтальный киль и по пять стрингеров с каждого борта. Продолжением киля служили бронзовые форштевень и ахтерштевень. Кроме того, имелись тиковый наружный киль и дубовый фальшкиль, а также скуловые кили высотой 0,76 м, обшитые деревом и медью. Коэффициент общей полноты корпуса был равен 0,576, увеличение водоизмещения на 1 см осадки составляло 20,55 т.
Основу поперечного набора составляли 116 шпангоутов. Между 18-м и 96-м шпангоутами простиралось двойное дно высотой 0,99 м; на всём этом протяжении шпация была равна 1,22 м. В нос и корму, до 18-го и после 96-го шпангоутов, двойного дна не было, а шпация составляла 0,9 м. Бимсами служили швеллеры высотой от 203 до 254 мм; вблизи башен они подкреплялись дополнительными продольными рёбрами.
Ближайший к горизонтальному килю пояс наружной обшивки имел толщину 22,2 мм, а толщина остальных девяти поясов по мере удаления от киля уменьшалась с 19,1 до 12,7 мм. Листы наружной обшивки укладывались «край на край», имели длину не менее 6 м и ширину в средней части корпуса 1,22—1,6 м.
Водонепроницаемые переборки делили корпус на десять отсеков: таранный, носовых погребов боезапаса, подбашенный носовой, три котельных, два машинных, подбашенный кормовой и румпельный. Бортовые угольные ямы имели продольную переборку и вместе с находящимся в них углём обеспечивали дополнительную защиту. В переднем машинном отделении по диаметральной плоскости также проходила продольная переборка.
В надводной части корпус делился на два межпалубных пространства тремя палубами: нижней (броневой), жилой (батарейной) и верхней, выше которой на протяжении двух третей длины корпуса проходила четвёртая палуба — навесная, являвшаяся продолжением полубака. На всю высоту от броневой палубы до второго дна размещались машинные и котельные отделения, погреба боезапаса, провизионные кладовые, помещения подводных минных аппаратов, рулевое устройство.
Подводная часть корпуса была обшита тиковыми досками толщиной 4 дюйма (102 мм) в один слой, «как в английском флоте». Доски крепились бронзовыми болтами. Между наложенными поверх досок медными листами и деревом в два слоя прокладывалась просмолённая бумага.
Общий вес корпуса составил 4956 т.

### Бронирование

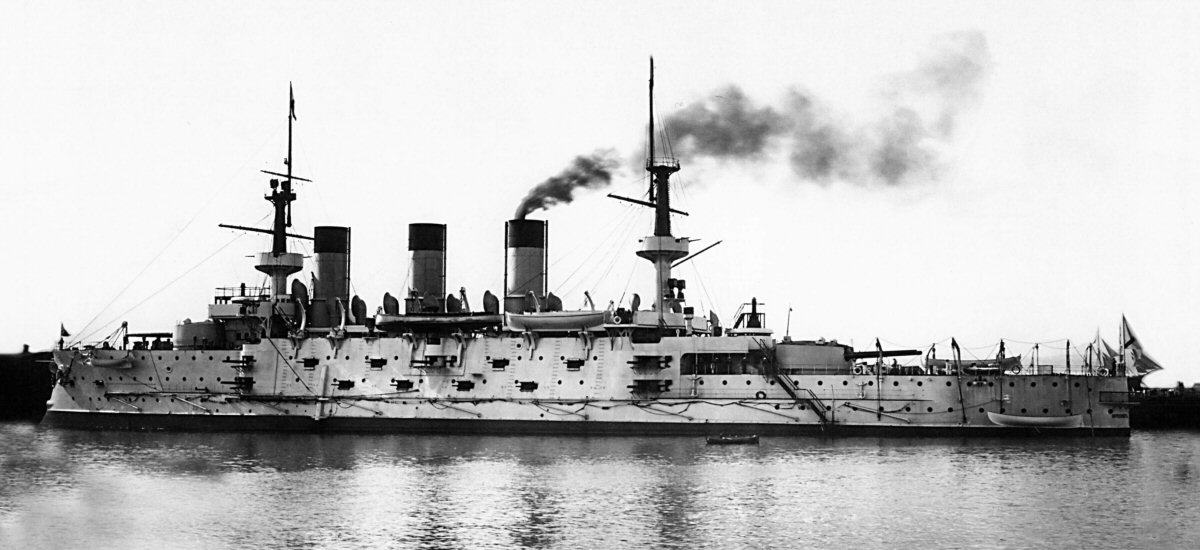
броненосец «Пересвет» в 1901 году

Главный броневой пояс по ватерлинии состоял из плит гарвеевской стали высотой 2,35 м, при нормальной осадке уходящих под воду на 1,44 м. Плиты, защищавшие машинно-котельные отделения, имели толщину 229 мм, постепенно утончаясь под водой до 127 мм. В районе башен стояли более тонкие плиты, имевшие в надводной части толщину 178 мм, которая под водой уменьшалась до 102 мм. Главный пояс замыкался на 18-м и 96-м шпангоутах броневыми траверзами из 178-мм плит; его длина составляла около 95 м.
Над главным поясом был расположен верхний пояс, прикрывавший пространство от нижней до батарейной палубы и состоящий из 102-мм плит, замыкавшийся траверзами ломаной формы на 35—37 и 77—82 шпангоутах. Он был значительно короче главного пояса (около 49 м) и защищал пространство примерно от первой дымовой трубы до кормовых казематов 152-мм орудий включительно. В эту зону попадали основания дымоходов и цилиндры главных машин корабля.
Горизонтальная защита была представлена карапасной бронепалубой, простиравшейся на всём протяжении корабля и имевшей скосы не только к бортам, но и к оконечностям. На «Пересвете» из-за сложностей с производством новой «экстрамягкой никелевой стали» её выполнили из обычной судостроительной стали. На протяжении броневой цитадели края палубы упирались в нижние кромки главного пояса, а толщина составляла 38,1 мм собственно брони плюс 12,7 мм стальной настилки, что в сумме давало 50,8 мм. Вне цитадели толщина брони составляла от 38,1 до 57,2 мм, а толщина настилки — 25,4 мм, что в сумме давало защиту толщиной от 63,5 до 82,6 мм (более толстыми выполнялись скосы бронепалубы). Подобная конструкция горизонтальной защиты была заимствована у английского броненосца «Маджестик» и с этого времени стала традиционной для всех крупных российских кораблей.
Определённую роль в горизонтальной защите играла также жилая (батарейная) палуба, бывшая крышей верхней цитадели. Её толщина в пределах цитадели составляла в основном 63,5 мм, уменьшаясь до 50,8 мм в казематах 152-мм орудий.
Башни главного калибра защищались 229-мм бронёй, а их барбеты — 203-мм, причём последняя была заказана в Германии (вероятно, она принадлежала к ранним образцам стали, закалённой по способу Круппа, на заводе которого изготавливалась). Крыши башен имели толщину 50,8 мм.
Относительно защиты казематов 152-мм орудий данные разнятся. По одним источникам выходит, что бортовая броня всех казематов составляла 127 мм, по другим — 51 мм, кроме казематов двух средних орудий (по одному с каждого борта), защищённых 127-мм плитами. От продольного огня казематы были защищены носовым и кормовым траверзами, перекрывавшими два межпалубных пространства — от навесной до батарейной палубы. Толщина носового траверза составляла 127 мм, кормового — 102 мм. Внутренние переборки казематов имели толщину 38,1 и 19 мм. Навесная палуба, служившая крышей верхним казематам, имела над ними толщину 20,3 мм. Сами казематные орудия имели щиты толщиной 63,5 мм.
Носовая боевая рубка защищалась 152-мм бронёй, кормовая — 102-мм. Их крыши имели толщину, вероятно, 50,8 мм.
На пространстве между батарейной и верхней палубами дымоходы защищались 51-мм или 38-мм бронёй (данные разнятся), однако до навесной палубы эта защита доведена не была. Аналогичной бронёй прикрывались и элеваторы боеприпасов, проходившие выше бронепояса.

### Артиллерийское вооружение

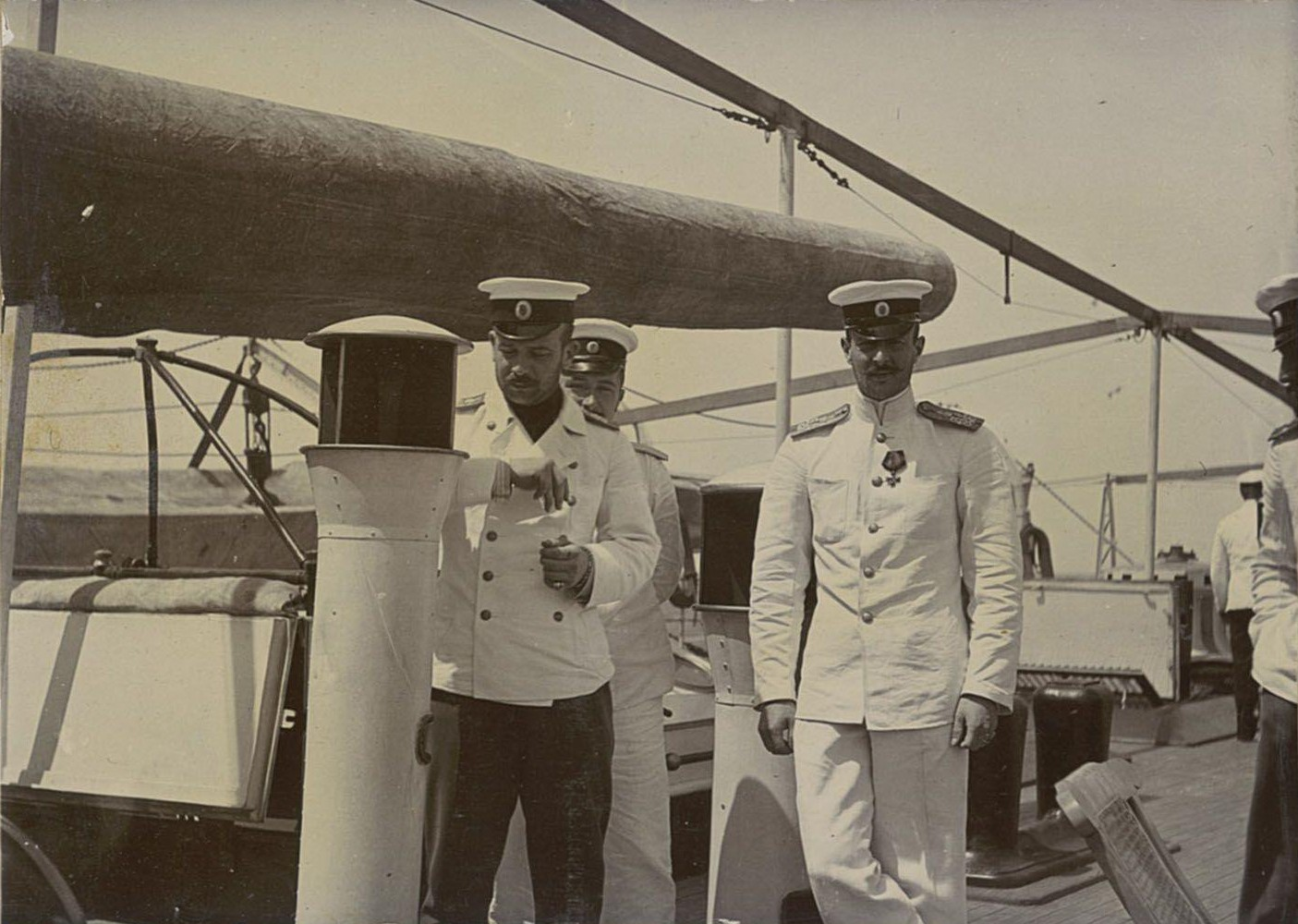
Морские офицеры на палубе у орудия главного калибра.

Главный калибр включал четыре 254-мм орудия с длиной ствола 45 калибров, установленные в двух башнях производства Металлического завода (сами пушки изготавливал Обуховский завод). Башни и башенные механизмы приводились в движение электричеством, что в России было новшеством: до этого тяжёлые установки главного калибра оснащались гидроприводами. Замки орудий могли открываться автоматически, используя энергию отката после выстрела. Горизонтальный сектор наведения каждой башни составлял 270°, углы вертикального наведения орудий находились в пределах от −5° до +35°. Скорость поворота башен электроприводом при крене до 8° достигала 180° в минуту; с помощью резервного ручного механизма усилиями 16 человек на тот же угол башню можно было развернуть лишь за 10 минут. Вертикальное наведение электричеством требовало до 15 с, вручную — до двух минут. При ручном заряжании требовались усилия пяти человек. Скорострельность без учёта времени на банение орудий теоретически достигала 1,5 выстрелов в минуту, реальная — два выстрела за 1,5 мин.
Штатный боекомплект включал на один ствол по 80 выстрелов: 23 бронебойных и фугасных, 26 чугунных и 8 сегментных (по другим данным, 75 выстрелов на ствол).
По результатам испытаний выяснилась недостаточная прочность орудий и их станков. Чтобы избежать их выхода из строя, пороховой заряд был уменьшен с 65,5 до 56 кг бездымного пороха, что снизило начальную скорость 225-кг снаряда с 778—792 до 695 м/с, а сами стволы утяжелили с 22 до 30,7 т. Кроме того, был ограничен разрешённый угол возвышения. Всё это привело к снижению дальнобойности, что, впрочем, в морском бою начала XX века особой роли не играло: всё равно приборов, позволявших вести прицельный огонь на дистанции порядка 10 миль, тогда не существовало, они появились лишь на дредноутах.
Средний калибр включал одиннадцать 152-мм орудий системы Канэ с длиной ствола 45 калибров. Восемь из них располагались в четырёх двухъярусных казематах по углам верхней цитадели (пушки стояли на батарейной и верхней палубах; крышей казематов служила навесная палуба), ещё два — в двух центральных казематах на верхней палубе (по одному с каждого борта), а последнее — в носовой части под палубой полубака, но защищалось лишь щитом.
На каждую пушку приходилось по 180 выстрелов: по 47 бронебойных, фугасных, чугунных, 31 сегментный и 8 картечных (по другим данным, 220 выстрелов на ствол).
Противоминный калибр был представлен в первую очередь двадцатью 75-мм пушками Канэ с длиной ствола 45 калибров. По восемь таких орудий стояло в средней части корабля на батарейной и верхней палубах между казематами 152-мм пушек (по четыре орудия на борт на каждой из палуб). Оставшиеся четыре стояли на навесной палубе под носовым и кормовым мостиками (по два орудия на борт). Боекомплект 75-мм орудий включал по 125 бронебойных и 175 чугунных унитарных патронов на ствол.
Помимо 75-мм, на «Пересвете» имелась многочисленная малокалиберная противоминная артиллерия. Первоначально на нём предполагалось установить 14 47-мм пушек Гочкиса, но впоследствии их число увеличили до 20. Шесть из них стояло на батарейной палубе (по три с каждого борта), четыре — на навесной, по две на носовом и кормовом мостиках, четыре на фор-марсе и две на грот-марсе. К каждому 47-мм орудию полагалось иметь 540 стальных и 270 чугунных гранат.
А вот количество 37-мм пушек Гочкиса было уменьшено с первоначально запланированных десяти до шести или восьми единиц. Они предназначались главным образом для вооружения катеров и шлюпок (по одной пушке на каждый из четырёх паровых катеров и двух баркасов).
Для вооружения десанта имелись две 63,5-мм пушки Барановского, а также семь пулемётов.

### Минное вооружение
Корабль имел три надводных и два подводных минных аппарата. Один надводный аппарат находился в носу, два других — по бортам в районе 45-го шпангоута. Подводные аппараты размещались в трюме между 26-м и 30-м шпангоутами. Боекомплект включал по шесть мин Уайтхеда для надводных и подводных аппаратов (они различались длиной — 5,6 и 5,2 м соответственно). По другим данным (Р. М. Мельникова), общий боекомплект состоял из 12 мин Уайтхеда.
Для вооружения катеров предусматривались съёмные аппараты для самоходных и метательных мин (по два). Боекомплект включал четыре 4,58-м самоходные мины и шесть метательных. Кроме того, катера можно было вооружить шестовыми минами (в трюме хранилось 8 штук с зарядом 6,75 кг каждая).
В минном трюме на 13—19 шпангоутах хранилось 50 сфероконических мин заграждения (согласно Р. М. Мельникову, мин было 45).

### Силовая установка
Три главные паровые машины тройного расширения были установлены в индивидуальных отсеках. Ход поршня для всех машин составлял 990 мм, диаметры цилиндров высокого, среднего и низкого давления — 965, 1420 и 2130 мм соответственно. Контрактная мощность всех трёх машин составляла 14 500 индикаторных л. с.
Паром механизмы обеспечивали 30 паровых котлов Бельвиля модели 1894 года с общей поверхностью нагрева 4036,5 м² и площадью колосниковых решёток 129,36 м², размещённые в трёх котельных отделениях. Давление пара на выходе из котлов достигало 17 атм. Тяга обеспечивалась дымовыми трубами высотой от колосниковых решёток 27 м, предусмотрено было и искусственное нагнетание воздуха (вентиляторы составляли избыточное давление в пределах 12,7 мм водяного столба), применяемое для достижения машинами полной мощности.
Машины вращали три четырёхлопастных бронзовых гребных винта. Бортовые винты имели диаметр по 4,88 м, средний — 4,72 м. Гребные валы могли разобщаться от машин с помощью специальных муфт.

### Оборудование
Электроэнергию напряжением 105 В (сеть постоянного тока) вырабатывали четыре динамо-машины с силой тока по 1000 А и две по 640 А, находившиеся на батарейной палубе в районе 62—63 шпангоутов. Общая мощность судовой электростанции составляла 555 кВт.
Боевое освещение было представлено шестью прожекторами Манжена диаметром 75 см с электрическим дистанционным управлением. Кроме того, 40-см прожекторы устанавливались на катерах. Два прожектора были установлены на салинге фок-мачты, ещё два — по бортам на коечных сетках напротив первой дымовой трубы, последние два — на площадке в нижней части грот-мачты. Обычное освещение обеспечивалось 1265 лампочками.
Электрическим приводом были оснащены орудийные башни, рулевое устройство, элеваторы подачи боеприпасов, шпили, вентиляторы (часть из них имела запасные паровые приводы) и др.
По первоначальному проекту корабль должен был получить по 30 телефонов системы Колбасьева и электрических колоколов громкого боя, но в ходе постройки их число увеличили соответственно до 41 и 38.
Водоотливная система включала девять водоотливных турбин производства Балтийского завода производительностью по 750 т/ч, а также паровые насосы системы Вортингтона (по 172,6 т/ч) 12,7-см помпами Стона. «Пересвет» стал первым русским кораблём, на котором отказались от традиционной «магистральной трубы» и перешли на применение автономных водоотливных средств для каждого отсека.
Якорное устройство включало четыре становых якоря Мартина весом по 7 т. Цепи из звеньев калибра 63,5 мм имели длину 70 саженей и весили по 11 т. Запасные якоря хранились на полубаке.
Мачты имели диаметр 1,83 м и были полыми (внутри проходили трапы на марсы); их масса составляла 21,5 т у фок-мачты и 22,8 т у грот-мачты. У «Пересвета», в отличие от двух других кораблей серии, боевые марсы были размещены на обеих мачтах.
Плавсредства включали четыре паровых катера (два более крупных именовались минными, поскольку предполагалось их вооружать аппаратами для стрельбы самоходными минами Уайтхеда; «обычные» паровые катера вооружались метательными минными аппаратами), два 20-вёсельных баркаса, по два 16- и 12-вёсельных катера, два 6-вёсельных яла и два вельбота. Длины минных катеров составляли 17,1 и 15,2 м, паровых — 12,2 и 10,4 м. По бортам в средней части навесной палубы размещались сначала паровые, затем минные катера и баркасы, спускавшиеся на воду S-образными шлюпбалками. Остальные шлюпки размещались на кильблоках на кормовом мостике и опускались стрелами, закреплёнными на грот-мачте.

### Экипаж
По штату численность экипажа составляла 28 офицеров и 750 нижних чинов. «Пересвет» отличался от своих систершипов тем, что был оборудован под флагманский корабль, из-за чего имел иную планировку жилых помещений, включавшую столовый зал, кабинет и спальню адмирала с уборной и ванной, кабинет, спальню и уборную командира, офицерский буфет, кают-компанию, флагманские и офицерские каюты, каюту вестовых. В каютах мебель была сделана из белого полированного дуба с обивкой из коричневой шагреневой кожи.

## Проектирование и постройка

### История проектирования
Разработка проекта началась во второй половине 1894 года по распоряжению управляющего Морским министерством адмирала Н. М. Чихачёва, потребовавшего создать эскизный проект «сильного современного броненосца, скорее охарактеризованного броненосным крейсером». Таким образом, с самого начала в проект закладывалось очень сильное крейсерское начало, то есть хорошая мореходность, значительная скорость и большая дальность плавания. Большое влияние на проектирование оказали оканчивающие строительство британские броненосцы 2 класса типа «Центурион»: «Центурион», «Барфлёр» и более крупный «Ринаун», отличавшиеся несколько меньшим водоизмещением и ослабленным вооружением, но большей скоростью, чем современные им британские корабли 1 класса. По сравнению с «Барфлёром» требовалось увеличить длину бронепояса по ватерлинии (с 55 до 66 %), а главная артиллерия из четырёх 254-мм орудий должна была располагаться не в барбетных установках, а в башнях, подобных применённым на строящихся броненосцах типов «Полтава» и «Адмирал Ушаков». Дальность плавания планировалось увеличить за счёт установки третьей паровой машины, работавшей на центральный винт: при следовании экономическим ходом предполагалось две бортовые машины останавливать.
В ноябре составленный в Морском техническом комитете (МТК) эскизный проект «броненосца-крейсера», как его часто именовали, водоизмещением 10 500 т обсудили на расширенном собрании адмиралов и командиров кораблей. Облегчённый 254-мм калибр главной артиллерии, исходя из крейсерского назначения корабля, одобрили. Согласились и с конструкцией корпуса со спардеком (удлинённым полубаком), которая, в отличие от британского гладкопалубного прототипа, позволяла уменьшить заливаемость носовой башни в свежую погоду. В качестве среднего калибра выбрали 152-мм, а не 120-мм пушки. В то же время управляющий Морским министерством признал 17-узловую скорость, заложенную в проект, недостаточной, и после нескольких совещаний приказал составить новый проект.
В результате внесённых усовершенствований водоизмещение будущего корабля возросло до 11 232 т. Переработанный эскизный проект был разослан адмиралам и кораблестроителям, от которых поступили весьма противоречивые мнения. Вице-адмирал В. П. Верховский, исходя из крейсерского назначения корабля, предлагал увеличить дальность плавания и улучшить мореходность, а ход довести до 18 уз, для чего ещё более ослабить вооружение и бронирование, а также перейти с угольного отопления на нефтяное. Кроме того, он был противником трёхвинтовой схемы. Контр-адмирал А. А. Бирилёв, напротив, не придавал особого значения скорости, исходя из того, что броненосец должен сражаться в составе эскадры, ход которой определяется самым медленным кораблём и не будет превышать 15 уз. Кроме того, он считал, что необходимо принять запас водоизмещения не в 100, а в 600 т, поскольку «Не было ещё примера, чтобы мы строили суда с перегрузкой менее нескольких сот тонн… броня уходит в воду и теряет свой боевой смысл, когда в воде оказывается совсем не та фигура, на которую все расчёты и вычисления». Это мнение разделяли вице-адмиралы П. П. Тыртов и Н. И. Казнаков. Контр-адмирал Н. Н. Ломен соглашался с А. А. Бирилёвым относительно недостаточного запаса угля и считал, что водоизмещение корабля нужно поднять хотя бы размеров строящихся в Англии японских броненосцев. Тем не менее, все эти совершенно справедливые мнения были по большей части проигнорированы.
В середине января 1895 г. Н. М. Чихачёв дал распоряжение Балтийскому заводу разработать проект более быстроходного (18 уз) броненосца с большей дальностью плавания, чем было предусмотрено в проекте МТК, причём следовало «вес артиллерии и бронирования иметь в виду на третьем и четвёртом плане и в крайнем случае жертвовать частью их весов для достижения заданной скорости полного хода и увеличения запаса угля». Вскоре завод представил четыре различных варианта, из которых управляющий Морским министерством остановился на переработанном проекте МТК с водоизмещением 12 380 т и расположением орудий среднего калибра по образу французских броненосцев типа «Шарлемань». Тем не менее, и этот проект, по его мнению, нуждался в доработках: следовало ввести бронирование оснований дымовых труб и элеваторов между нижним и верхним казематами за счёт уменьшения толщины бортового бронирования нижнего и верхнего казематов и боевых рубок. Кроме того, был укорочен траверз между 152-мм орудиями, добавлены два подводных минных аппарата и внесены некоторые другие изменения.
Проведённые проверки расчётов и испытания моделей в Опытовом бассейне выявили как необходимость увеличения водоизмещения до 12 577 т, так и резкий рост необходимой для достижения 18-уз скорости мощности машин — 17 600 л. с. вместо запланированных 14 500 л. с. Чтобы достигнуть хода в 18 уз при прежней мощности, нужно было удлинить и сузить корпус.
После необходимых корректировок и окончательного выбора трёхвальной энергетической установки (с которой рассчитывали добиться суточного расхода угля на 10-уз ходу 47 т против 86 т у английских двухвинтовых прототипов) чертежи представили Николаю II, который разрешил строительство двух кораблей — одного на Балтийском заводе, а другого в Новом Адмиралтействе. Проектное вооружение состояло из четырёх 254-мм, восьми 152-мм, пяти 120-мм, 14 47-мм и 10 37-мм пушек. При естественной тяге механизмы должны были развивать мощность 11 500 индикаторных л. с., что обеспечило бы кораблю ход в 16,5 уз, а при форсировке до 14 500 и.л. с. скорость должна была повышаться до 18 уз. Статьи нагрузки в проекте распределялись следующим образом:
| Корпус с дельными вещами | 4828 т |
| Бронирование             | 2965 т |
| Механизмы                | 2027 т |
| Топливо                  | 1200 т |
| Артиллерия               | 905 т  |
| Минное вооружение        | 115 т  |
| Снабжение                | 522 т  |
| Запас водоизмещения      | 112 т  |

7 августа 1895 года (здесь и далее даты даны по старому стилю) МТК утвердил представленную Балтийским заводом спецификацию, а через десять дней руководство завода сообщило и стоимость постройки — 300 рублей за тонну водоизмещения. Построить корабль обещали за четыре года при условии своевременного поступления утверждённых чертежей, спецификаций и выполнения заказов контрагентами.
Уже после утверждения проекта и спецификации в них продолжали вноситься изменения. Так, 16 октября управляющий Балтийским заводом С. К. Ратник извещал МТК о полученном им предписании управляющего морским министерством заменить общий каземат 152-мм орудий индивидуальными казематиками, а спустя некоторое время было решено дополнительно установить в носу под полубаком погонную 152-мм пушку. Все эти изменения быстро «съели» незначительный запас водоизмещения, заложенный в проект.
Когда головной корабль уже был близок к спуску на воду, генерал-адмирал великий князь Алексей Александрович приказал изучить вопрос о замене 254-мм орудий на 305-мм. 8 апреля 1898 года состоялось совещание, на котором решили начать разработку новых кораблей под такие пушки, но оставить на строящихся броненосцах прежние орудия. Кроме того, третий корабль серии, строительство которого было незадолго до этого утверждено в рамках программы «для нужд Дальнего Востока»), было решено создавать тоже с 254-мм орудиями, но по несколько улучшенному проекту.

### Строительство и испытания
Головной корабль, получивший 3 октября 1895 г. имя «Пересвет» в честь полулегендарного инока Троице-Сергиевой лавры, которого Сергий Радонежский отправил на Куликовскую битву, официально заложили 9 ноября 1895 года (наряд на строительство был выдан ещё 7 апреля) в старом деревянном эллинге Балтийского завода в присутствии императора. Его строительством руководил корабельный инженер В. Х. Оффенберг. В тот же день на Новом Адмиралтействе заложили однотипный броненосец, названный «Ослябей» в честь другого инока-воина, участвовавшего в Куликовской битве. Механизмы для обоих кораблей строил Балтийский завод, их заказали соответственно 19 и 22 декабря 1895 года. По предварительным расчётам, каждая лошадиная сила для «Пересвета» обходилась казне в 214 рублей — чуть больше, чем в случае машин для броненосного крейсера «Россия» (210,5 руб.), на котором механизмы имели ту же мощность при на 12 % меньшей массе. Для «Осляби» машины стоили дороже — по 219 рублей за лошадиную силу.
Несмотря на уже ведущееся строительство, в МТК не сразу смогли определиться с типом брони (в конце концов остановились на более прогрессивной гарвеевской, а не на обычно использовавшейся ранее сталеникелевой). Из-за проблем с производством новой «экстрамягкой никелевой стали», предназначавшейся для броневой палубы, на «Пересвете» решили использовать обычную судостроительную сталь, заказав её на Путиловском заводе (необходимую форму изготовленным листам придавали на Ижорском заводе).
28 октября 1897 года МТК решил усилить малокалиберную артиллерию, из-за чего пришлось переделывать уже готовые патронные погреба, что обошлось в почти 4 тыс. рублей. Однако количество малокалиберных пушек на марсах сократили для повышения остойчивости. 7 мая 1898 года корабль спустили на воду (на церемонии присутствовал Николай II), 20 октября испытали на швартовах механизмы, а 3 ноября броненосец ушёл для достройки в Кронштадт. Работы, однако, затянулись: как обычно, были сорваны сроки поставки брони и артиллерии. В начале апреля 1900 года для ускорения работ решили передать на «Пересвет» артиллерию, предназначавшуюся для крейсера «Паллада».
Первые ходовые испытания были проведены 23 октября 1899 года. Корабль был серьёзно недогружен, поэтому были затоплены междудонные отсеки и нижние кормовые угольные ямы. Из-за болезни главного инженер-механика управление механизмами осуществлял начальник Балтийского завода К. К. Ратник. Член МТК генерал-майор В. И. Афанасьев отметил в отчёте, что «Ксаверий Ксаверьевич обходится с машинами как опытный и спокойный инженер-механик, а в общем машины крейсера „Пересвет“ внушают к себе полное доверие и наверное (то есть наверняка) оправдают себя при всякой усиленной работе». Во время шестичасового непрерывного испытания за четыре пробега по мерной миле была показана средняя скорость 18,44 узла при 101, 104 и 99 об/мин соответственно у левой, средней и правой машин; мощность при этом составила 14 532,63 и.л. с., чуть-чуть превзойдя контрактную. Это, а также превышение контрактной скорости дало основание принять машины в казну; в то же время было отмечено, что бортовые машины недобрали до контрактной мощности, а рамовые и мотылёвые подшипники нагревались, почему после устранения замеченных недостатков следовало произвести новые испытания.
Тогда же на разных режимах испытывали рулевой привод и в конце концов пришли к выводу, что наиболее оптимальным является использование паровой рулевой машины с электрическим управлением её золотником. В то же время гидравлическое управление золотником с помощью телемотора конструкции мастера Балтийского завода Пайдаси работало неудовлетворительно, и его демонтировали.
17 апреля 1900 года главный командир Кронштадтского порта вице-адмирал С. О. Макаров обратил внимание начальника Главного управления кораблестроения и снабжения (ГУКиС) В. П. Верховского на чрезмерный расход угля на стоянке. Как оказалось впоследствии, это общий недостаток всех трёх кораблей типа «Пересвет», прозванных в Порт-Артуре «углепожирателями».
В июле в сухом доке завершили установку деревянной обшивки и замену смятых и порванных при регулярных касаниях грунта на кронштадтском мелководье медных листов. Тогда же началась сборка башенных установок, законченная лишь в 1901 г.
19 сентября состоялись повторые испытания на полный ход, водоизмещение корабля при этом составляло 12 224 т. Несмотря на недобор контрактной мощности (машины выдали всего 13 775 и.л. с. при естественной тяге), средняя скорость за шесть часов составила 18,64 узла, а в первые четыре — 19,08 уз. После вывода из действия одного из котлов ход упал до 18 уз. Управляющий Морским министерством приказал больше испытаний не проводить, поскольку контрактная скорость даже при недоборе мощности была превышена. Было отмечено, что из-за сильного дыма находиться на грот-марсе невозможно.
В октябре провели испытание водонепроницаемости корпуса по введённым в 1898 г. правилам — путём наливки воды в отсеки. По результатам испытаний котельного отделения (41-51 шп.) течей и фильтрации воды через заклёпки не обнаружили, однако протекали проходы телефонных проводов (у них не было сальников); кроме того, выявилась необходимость в подкреплении опускной дери системы Н. Е. Титова.
Испытания 5-7 сентября 1901 г. башенных установок, как и вообще артиллерии, серьёзных проблем не выявили, однако проводились они в «щадящем» режиме (в основном на малых углах возвышения и неполными зарядами). Дело в том, что при полигонных испытаниях 254-мм пушек выявилась их недостаточная прочность, что заставило уменьшить массу боевого заряда с 65,5 до 56 кг, при этом начальная скорость 225-кг снаряда уменьшилась с 778—792 до 695 м/с. Кроме того, орудия укрепили более толстыми цилиндрами (масса одной пушки «Пересвета» возросла с 22 до 30,7 т, «Осляби» — до 24 т, «Победы» — до 27 т). По результатам испытаний, время заряжания орудия с применением электроприводов составляло 81-89 с (по контракту — 90 с), время вертикального наведения на максимальный угол возвышения — 13 с вместо 15 с, время поворота башни на 180 градусов — 41,5 с (тихим ходом — 61,5 с), а при крене 8° — 60 с. Вручную усилиями четырёх человек башня с борта на борт без крена поворачивалась за 6 мин 41 с; при крене 8° для поворота от диаметральной плоскости на борт требовалось 4 мин 14 с. При ручном заряжании на подачу снаряда из погреба затрачивалась 1 мин 23 с, досылка снаряда в орудие — 17 с, а заряда — 8 с.
17 августа 1901 года корабль «освидетельствовал» император Николай II, распорядившийся переделать мостик, чтобы с него можно было видеть корму. Работу выполнили в срочном порядке. 6 и 7 сентября испытали стрельбой носовую и кормовую башни, причём в носовой возникли неисправности, а в кормовой проблем не было.
Казне «Пересвет» обошёлся в 10,54 млн рублей.

## История службы

### Предвоенные годы
11 октября 1901 года «Пересвет» под командованием капитана 1 ранга Н. С. Королёва (прежний командир, капитан 1 ранга Ф. С. Филисов, занимал эту должность только во время строительства, в 1896—1898 гг.) вышел из Кронштадта и отправился на Дальний Восток, но уже через неделю в проливе Большой Бельт сел на мель около Ньюборга и был снят с неё только через 32 часа с помощью датских буксиров. Осмотр водолазами подводной части показал, что медная обшивка местами сорвана, а в районе 66—67-го, 73—75-го и 86—87-го шпангоутов имеются три вмятины со стрелкой прогиба до 50 мм. Течи, однако, не было, и поход продолжили.
На не очень продолжительном переходе до Тулона определили режим экономического хода: при 10 работающих котлах и двух бортовых машинах скорость составляла 10—10,5 узлов при расходе угля около 100 т в сутки. Прибыв в Тулон, стали в док на ремонт, который занял месяц.
15 января «Пересвет» пришёл в Порт-Саид, имея в угольных ямах всего 150 т топлива, при этом осадка носом составляла 7,63 м, а кормой — 8 м. Для прохода Суэцким каналом осадка в то время не должна была превосходить 7,8 м, поэтому пришлось ставить корабль на ровный киль путём перемещения грузов. При проходе канала опять обратили внимание на замеченную ещё на Балтике неприятную особенность: обычно очень послушный и поворотливый, броненосец на малых глубинах почти переставал слушаться руля.
5 апреля, посетив по пути Аден, Коломбо, Батавию и Гонконг, «Пересвет» прибыл в Порт-Артур. При плавании в жарком климате выявилась слабость вентиляции и малая площадь лазарета на жилой палубе. При усиленной вентиляции в помещении кормовых динамо-машин температура поднималась до 39°, носовых — 42°, в хлебопекарне — 48°, в машинных отделениях внизу до 28°, а вверху — до 41,5°. При переходе через Индийский океан пришлось питать котлы отчасти солёной водой: опреснители не давали необходимого для этого количества пресной воды, а в Суэце и Адене её взяли мало.
Во время длительного плавания боевой подготовкой почти не занимались. Как отмечал в своём рапорте начальник порт-артурской эскадры вице-адмирал Н. И. Скрыдлов, «на „Пересвете“ полное отсутствие какой-либо подготовки и порядок службы на нём оставляет желать многого… сложное артиллерийское вооружение было вовсе не опробовано во время присоединения к эскадре». Впрочем, это вряд ли относилось к машинной команде: корабль пришёл в полной исправности.
Новый броненосец стал кораблём младшего флагмана эскадры. При новом командире В. А. Бойсмане (вступил в должность в апреле 1902 г.) артиллерийскими офицерами корабля М. М. Римским-Корсаковым и В. Н. Черкасовым было составлено «Наставление командирам батарей, групп и плутонгов эскадренного броненосца „Пересвет“» — весьма ценное руководство по обслуживанию и эффективному использованию вооружения корабля, а также по ряду смежных вопросов. В частности, в нём придавалось важное значение не только точности, но и скорости стрельбы, что для русского флота было внове.
В августе 1902 года корабль перешёл во Владивосток и встал в док. Специальная комиссия освидетельствовала стальные болты, прикрепляющие бронзовый ахтерштевень со стальным килем, и нашла, что они сильно изъедены из-за электрохимической коррозии. Было решено закрывать головки болтов медными пластинами, крепившимися к ахтерштевню небольшими бронзовыми болтами, а для герметизации использовать резиновый клей.
С 30 сентября по 2 октября была проведена гонка броненосцев по маршруту Нагасаки — Порт-Артур, в которой «Пересвет» ожидаемо занял первое место, преодолев весь путь за 36 часов со средней скоростью 15,7 уз.
В январе — феврале 1903 года корабль посетил Иокогаму и Нагасаки, пройдя в последнем порту докование. К сентябрю, сходив также во Владивосток, где его, как и прочие корабли, перекрасили в боевой зеленовато-оливковый цвет, он вернулся в Порт-Артур. 19 октября на эскадре провели «примерно-боевую» стрельбу — как оказалось, последнюю перед войной. Из пушек главного калибра разрешалось сделать лишь по три выстрела (один практическим и два боевыми, но неснаряженными чугунными снарядами), из 152-мм — по четыре; ещё шесть патронов было использовано для пристрелки. 31 октября «Пересвет», как и большая часть других кораблей, вступил в вооружённый резерв.
18 января 1904 года эскадра была выведена из резерва. 21 января «Пересвет» под флагом младшего флагмана контр-адмирала князя П. П. Ухтомского вместе с другими кораблями совершил короткий выход к мысу Шантунг, вернувшись на следующий день. Последующие четыре дня корабли простояли на внешнем рейде Порт-Артура.

### Начальный период войны
В ночь на 27 января 1904 года русская эскадра подверглась внезапной атаке японских миноносцев, повредивших броненосцы «Цесаревич» и «Ретвизан», а также крейсер «Паллада». Младший флагман контр-адмирал князь П. П. Ухтомский поверил в начало войны лишь после того, как лично сходил на вельботе к повреждённому «Ретвизану». Возвратившись на «Пересвет», он распорядился направить на помощь торпедированным кораблям катера и шлюпки.
Утром произошёл первый бой между русской эскадрой и японским флотом, длившийся 40 минут. «Пересвет» замыкал колонну русских броненосцев и выпустил по врагу 17 254-мм, 86 152-мм и 205 75-мм снарядов. Попаданий и повреждений он не имел.
Следующую ночь корабли провели на внешнем рейде, а днём 28-го стали входить на внутренний рейд. «Пересвету» не повезло, и он сел на мель. Правда, с помощью буксиров его быстро сняли, но окончание прилива сделало невозможным пройти по мелководному проходу, и он ещё на одну ночь остался на внешнем рейде.
13 марта во время выхода эскадры к островам Мяотао «Пересвет» ударил форштевнем в корму броненосец «Севастополь». Оба корабля были повреждены, и эскадра вернулась в гавань. На следующий день эскадра выходила в море навстречу вражескому флоту, но «Пересвет» оставался в гавани, занимаясь ремонтом.
31 марта очередной выход эскадры кончился гибелью на мине флагманского броненосца «Петропавловск». «Пересвет» при выходе из гавани опять сел на мель и присоединился к эскадре совсем незадолго до этой трагедии. Вступивший в командование эскадрой контр-адмирал князь П. П. Ухтомский приказал построиться в колонну за «Пересветом», но в это время произошёл второй взрыв — подорвался броненосец «Победа», к счастью, оставшийся на плаву и вернувшийся в гавань своим ходом.
2 апреля японские броненосные крейсера «Ниссин» и «Касуга» открыли перекидной огонь по гавани; им отвечали пушки «Пересвета», при этом выяснилась ненадёжная работа электрических приводов подачи боеприпасов на больших углах возвышения (до 30°) из-за возникавших при такой стрельбе сильнейших сотрясений. Во время этого обстрела в подводную часть бронепояса «Пересвета» попал вражеский снаряд. Разрыва, однако, не случилось, и корабль повреждений не получил.

### Бой в Жёлтом море

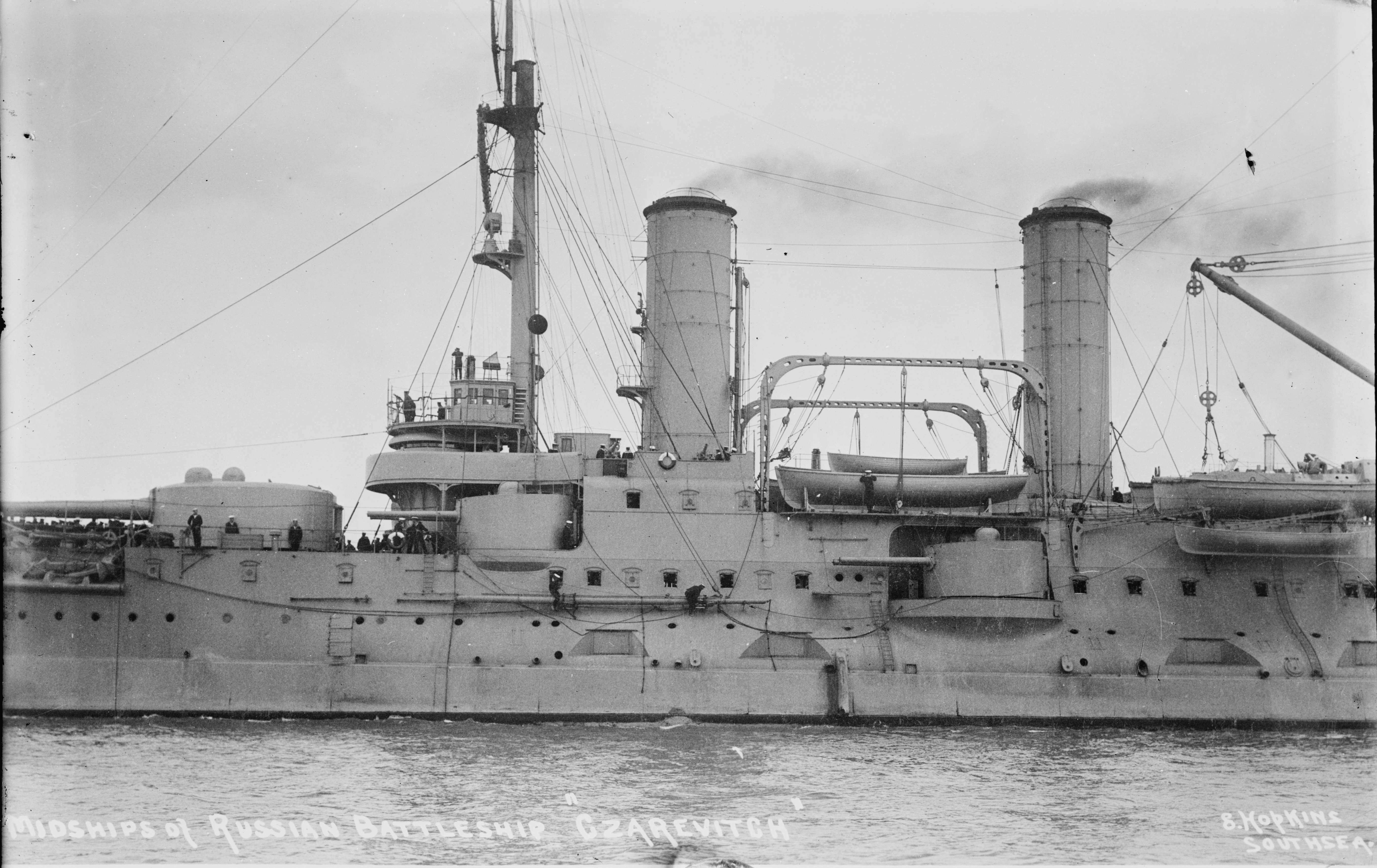
Броненосец «Цесаревич»

10 июня 1904 года эскадра попыталась прорваться из осаждённого Порт-Артура во Владивосток, но, встретив вскоре после выхода японский флот, повернула обратно. Командующий эскадрой контр-адмирал В. К. Витгефт мотивировал это отсутствием значительной части артиллерии среднего калибра, снятой для усиления береговой обороны (на «Пересвете» отсутствовали три шестидюймовки). При возвращении броненосец «Севастополь» подорвался на мине; кроме того, эскадре пришлось отражать атаки японских миноносцев, при этом «Пересвет» выпустил семь 254-мм, 61 152-мм, 150 75-мм и 426 47-мм снаряда.
27 июля в «Пересвет» попало два японских 120-мм снаряда, которыми они начали обстреливать город и порт. Тем не менее, на корабль удалось возвратить почти все пушки: не хватало лишь одного 152-мм орудия. Правда, авральная работа сильно утомила экипаж.

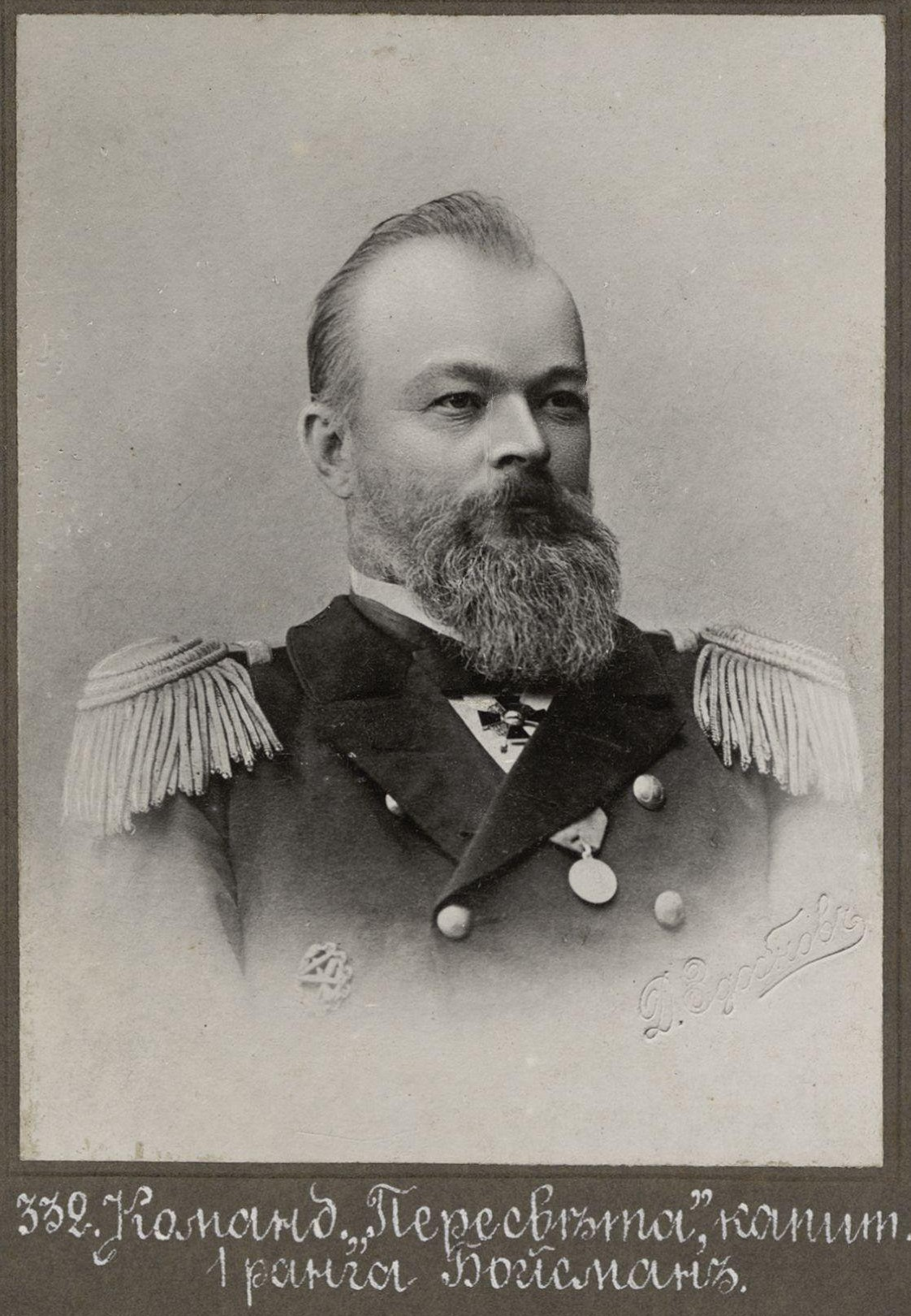
Командир броненосца в 1902—1904 годах капитан 1 ранга В. А. Бойсман.

На рассвете 28 июля эскадра вновь вышла в море; «Пересвет» под командованием капитана 1 ранга В. А. Бойсмана и под флагом младшего флагмана контр-адмирала князя П. П. Ухтомского шёл в колонне броненосцев четвёртым. Вскоре после выхода опять показались японцы, и началось сражение, известное под названием боя в Жёлтом море. После выхода из строя флагманского «Цесаревича» Ухтомский попытался повести эскадру за собой, но «Пересвет» к тому времени лишился стеньг, а сигналы, поднятые на ограждении мостика, никто не видел, поэтому в конце концов русские корабли вернулись в Порт-Артур.
Из-за израсходования части угля и боеприпасов, затоплений и большой свободной поверхности воды в полузатопленных отсеках корабль стал плохо слушаться руля, медленно кренясь при его перекладке на борт, противоположный повороту, причём из-за перетекания воды по жилой палубе крен доходил до 8°. Командир приказал затопить отсеки междудонного пространства, за исключением носовых. По словам очевидца, «эффект был поразительный: броненосец вновь приобрёл свои прежние мореходные качества».
За время боя (включая отражение атак миноносцев при возвращении в Порт-Артур) «Пересвет» израсходовал 109 254-мм (девять бронебойных и 100 фугасных), 60 (по другим данным, 69) бронебойных, 660 фугасных и 80 сегментных 152-мм, 315 (или 484) стальных 75-мм и 755 (или 834) 47-мм снарядов. По показаниям П. П. Ухтомского, подтверждённым старшим артиллерийским офицером «Пересвета» В. Н. Черкасовым, корабль добился ряда удачных попаданий, в том числе вывел из строя кормовую башню броненосца «Сикисима».
Сам «Пересвет» получил около 40 попаданий, в том числе 13 305-мм и 15 203- и 152-мм. Через пробоину впереди носовой переборки было затоплено носовое помещение, через другую пробоину, уже за этой переборкой, вода поступала в подбашенное отделение, погреба, отделения подводных минных аппаратов и динамо-машин. Последние пришлось остановить, а команду вывести наверх. Из-за отсутствия энергии носовая башня перешла на ручное наведение и заряжание. Поступление воды в подбашенное отделение прекратилось, когда задраили все люки; остававшиеся там люди (около 25 человек) продолжали свою работу, будучи отрезанными затопленными помещениями (заделать пробоину на ходу было невозможно). Ещё один снаряд попал в этом же районе в бронепояс ниже ватерлинии, но пробить его не смог, деформировав лишь пять шпангоутов и переборку. В бронеплиту под носовым казематом правого борта попал 305-мм снаряд, вдавивший плиту на 0,6 м. Через образовавшиеся щели внутрь проникло до 160 т воды, вызвавшей крен на правый борт, который спрямили контрзатоплением. Два крупных снаряда попали в носовую башню, повредив привод горизонтального наведения. Осколки снаряда, взорвавшегося при ударе о кормовую боевую рубку, проникли в отделение средней машины, из-за чего её пришлось на полчаса остановить. Средняя и кормовая дымовые трубы были серьёзно повреждены, что вызвало падение тяги в котлах и перерасход угля; вышло из строя также два котла. Наконец, ночью, во время атак миноносцев, в ствол одной из пушек главного калибра попал 57-мм снаряд, сделавший выбоину глубиной 45 мм — пушка вышла из строя, и заменить её было нечем. Помимо неё, были уничтожены также одно 75-мм и два 47-мм орудия. Два 254-мм, три 152-мм, пять 75-мм и три 47-мм пушки вышли из строя, но были отремонтированы. Исправными оставались три 254-мм, восемь 152-мм, 13 75-мм и 17 47-мм орудий.
От вражеского огня в бою погибли командир 10-дюймовой носовой башни лейтенант А. В. Салтанов 2-й и 12 матросов, ещё 69 человек команды было ранено. Получил осколочные ранения в плечо, живот и ногу и командир корабля В. А. Бойсман, вернувшийся после перевязки в рубку и продолжавший командовать кораблём до возвращения в порт (впоследствии от полученных ран он умер в 1906 в японском плену); после того, как он был отправлен на госпитальное судно «Монголия», в командование кораблём вступил старший офицер лейтенант А. А. Дмитриев 5-й (позже произведён в капитаны 2-го ранга).

### В осаждённом Порт-Артуре

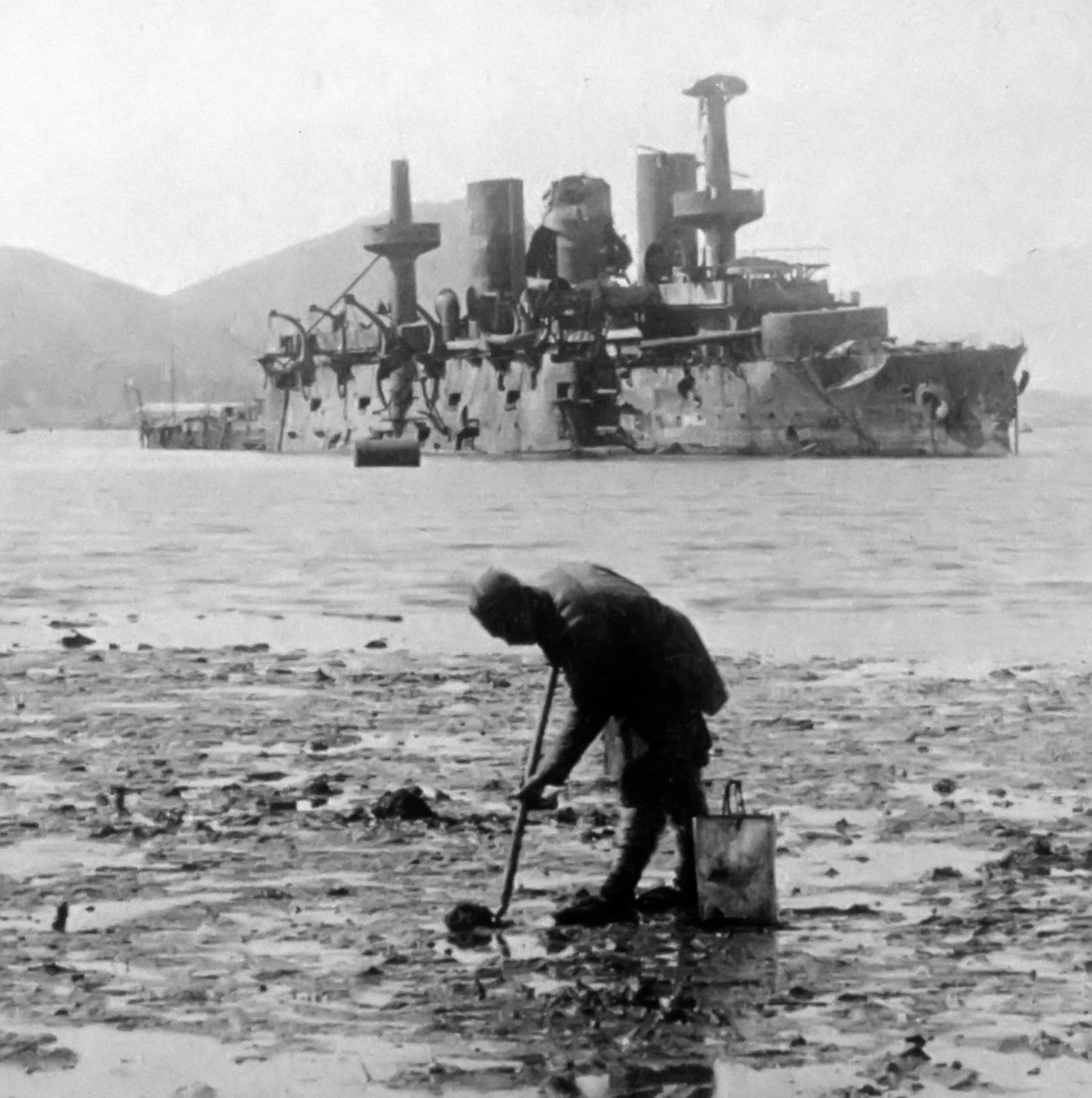
Поднятый японцами броненосец «Пересвет» в Порт-Артуре. 1905 г.

После возвращения в Порт-Артур приступили к ремонту полученных повреждений; основные работы были завершены уже через неделю, хотя повреждённая 254-мм пушка нуждалась в замене, а запасных стволов не было. Одновременно команды кораблей вновь были привлечены к сухопутной обороне крепости. «Пересвету» достался участок фронта от укрепления № 4 до батареи литеры Д. На сушу было передано три 152-мм, два 75-мм, два 47-мм и четыре 37-мм пушки, а также три прожектора. Обслуживали их 103 моряка из экипажа броненосца.
Японцы продолжали обстреливать город и порт — сначала только из 120-мм пушек (в «Пересвет» в начале сентября попало 17 таких снарядов), а с 19 сентября — из 280-мм орудий, причём броненосец получил в этот день подряд 9 попаданий. 28 сентября японцы добились ещё 11 попаданий, 30-го — четырёх. В ночь на 1 октября «Пересвет» перешёл ближе к берегу у Перепелиной горы, чтобы японские наблюдатели, просматривавшие часть внутреннего рейда, не могли и далее корректировать огонь. Однако укрыться надолго не удалось: во второй половине ноября японцы завладели горой Высокой, с которой просматривался весь рейд, и приступили к планомерному уничтожению русских кораблей. 23 ноября «Пересвет» получил пять попаданий 280-мм снарядами, хотя главной целью для японцев пока являлся «Ретвизан». Покончив с ним, на следующий день противник принялся за «Пересвет», добившись 20 попаданий 280-мм снарядами. После десяти попаданий начался сильный пожар, и командовавший броненосцем капитан 2-го ранга Дмитриев, опасаясь взрыва погребов, приказал открыть кингстоны. Корабль сел на грунт; вода в кормовой части доходила почти до верхней палубы.
После захвата Порт-Артура на «Пересвете» побывал английский журналист Г. Сеппинг-Райт. Он вспоминал: «Палуба представляла картину разгрома и разрушения… Носовая башня была полуразрушена, орудия и станки — разбиты вдребезги… Снаряд сбил верхнюю часть башни, и на палубе лежала её крыша. Остальная часть башни вся расшаталась и представляла сходство с лопнувшим гранатовым яблоком. Мостик был уничтожен, а попавший в боевую рубку снаряд привёл её в полную негодность. Всё закоптело и искорёжилось от действия пожара. Огонь докончил разрушение всего уцелевшего от действия японских снарядов. Сильно пострадали дымовые трубы: одна из них имела вид безобразной груды изогнутого железа. Задний мостик находился в таком же состоянии разрушения, как и передний, хотя бушевавший на броненосце пожар сгладил много следов повреждений, нанесённых японскими снарядами».

### Под японским флагом

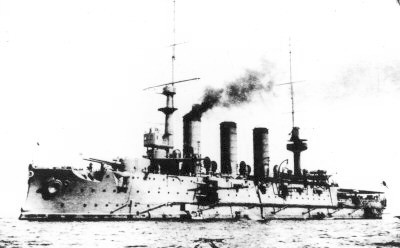
броненосец береговой обороны I класса «Сагами» в 1906 году

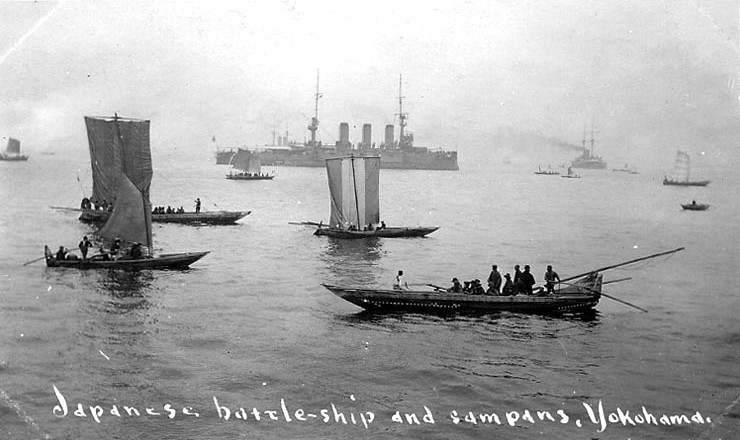
броненосец береговой обороны I класса «Сагами» (на фоне, в центре) на якоре в порту Иокагамы во время прибытия Великого Белого Флота, сентябрь 1908 года

29 июня 1905 года (нового стиля) «Пересвет» был поднят японцами, переименован в «Сагами» (хирагана: さがみ, катакана:　サガミ, иероглифы: 相模; это древнее название японской провинции Канагава) и торжественно включён в состав японского флота. Переход в Сасебо он совершил своим ходом. Ремонт в доке продолжался до 17 августа, после чего корабль направился в Токийский залив для участия в параде, посвящённом победоносному окончанию войны. После парада корабль вновь отправился в ремонт, на этот раз капитальный, совмещённый с модернизацией. Работы продолжались до 1909 года, после чего «Сагами» был переклассифицирован в броненосец береговой обороны 1 класса.

### Снова в российском флоте

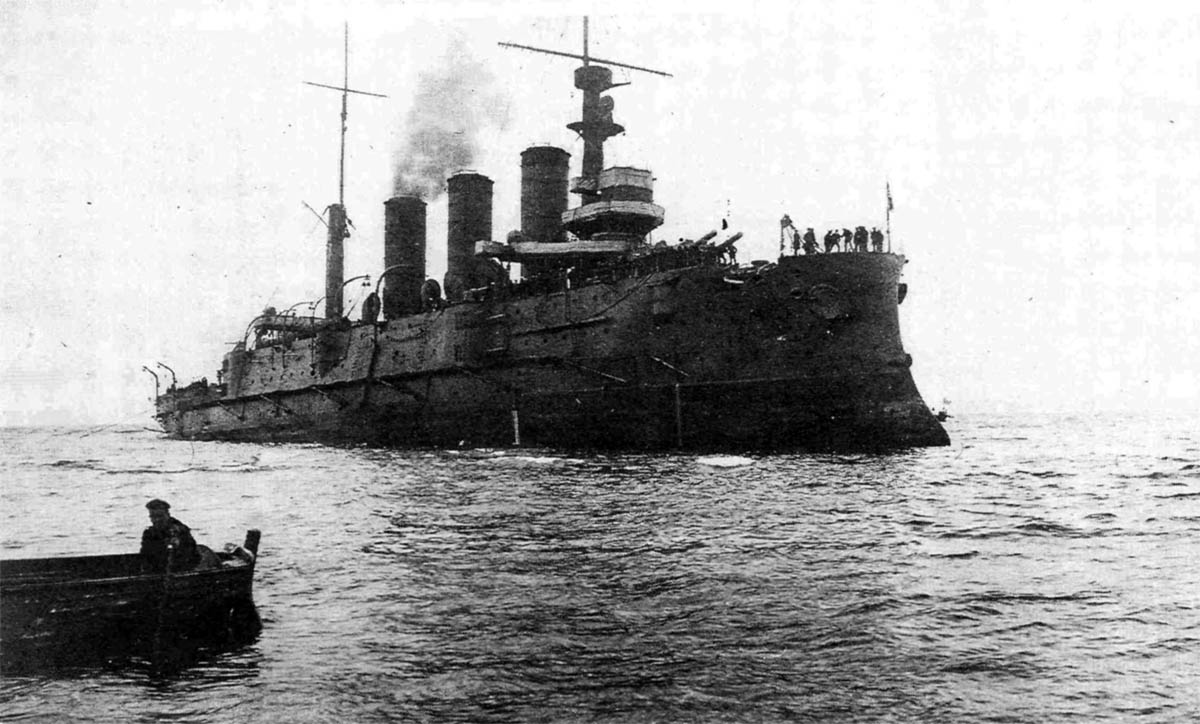
броненосный крейсер «Пересвет» застрявший на скалах под Владивостоком, май 1916 года

В связи с потребностью в кораблях для создаваемой флотилии Северного Ледовитого океана, а также для участия, хотя бы символического, в операциях союзников на Средиземном море Россия в 1916 году обратилась к Японии с просьбой продать ей бывшие русские корабли, доставшиеся японцам как военные трофеи. Японцы согласились уступить лишь три старых корабля: линкоры «Танго» (бывшая «Полтава») и «Сагами» и крейсер «Соя» (бывший «Варяг»). Выкуп «Сагами» обошёлся России в 7 млн иен. 21 марта 1916 года (старого стиля) все три корабля прибыли во Владивосток; на переходе на «Сагами» держал свой флаг контр-адмирал Яманака. 22 или 27 марта кораблю было возвращено первоначальное имя, одновременно он был переклассифицирован в броненосный крейсер.
Осмотр корабля назначенной комиссией выявил многочисленные неисправности, а также общую сильную изношенность как корпусных конструкций, так и механизмов, вооружения и др. Например, до трети котлов были полностью непригодны для использования, не работали и электроприводы обеих башен главного калибра (как отмечалось в акте комиссии от 2 апреля, на корабле «ни один механизм от своего коммутатора не работает»), сами пушки были теми же самыми, с какими «Пересвет» вступил в строй, а значит, крайне изношенными; лишь у повреждённого в бою орудия японцы заменили лейнер. Старыми были и шестидюймовки; правда, их взяли с разных кораблей (по крайней мере половина пушек «Пересвета» раньше стояло на «Ретвизане» и «Орле»). Лишь противоминный калибр был сравнительно новым: японцы сняли русские 75-мм и поставили принятые в их флоте английские 76-мм орудия. Имевшаяся система управления огнём фирмы «Сименс» была признана устаревшей, неудобной и ненадёжной, проигрывавшей даже ранее применявшейся на «Пересвете» отечественной системе Гейслера. В то же время комиссия отметила ряд сделанных японцами переделок, направленных на упрощение конструкции башенных установок и механизмов подачи боеприпасов среднего и противоминного калибров, а также положительно оценила установленные английские оптические прицелы.
Кроме того, японцами был выполнен ряд изменений в конструкции корабля: дымовые трубы удлинены; увеличена высота ходовой рубки (при этом сохранены крылья носового мостика); в носовой части корпуса установлены дополнительные спонсоны для орудий; на мачтах демонтированы боевые марсы.
После проведения неотложных работ 10 мая под флагом командующего отрядом кораблей контр-адмирала А. И. Бестужева-Рюмина «Пересвет», которым командовал капитан 1 ранга Д. Д. Заботкин, вышел на испытания. Действовало чуть больше половины котлов — 16 штук. При давлении 10,5-12,5 атм машины показали 45-60 об/мин, что соответствовало скорости 10 уз. В ходе испытаний были выявлены многочисленные дефекты. Так, обнаружился стук в золотниках, подшипниках и цилиндрах, слабина в соединениях кулис, подвесных тяг, балансире воздушного насоса. В средней машине стук обнаружился во всех мотылёвых подшипниках, особенно цилиндра высокого давления, а в левой машине эти же подшипники заметно нагревались.
При возвращении во Владивосток корабль в тумане выскочил на мель у маяка Скрыплёва и получил пробоину. Водолазным обследованием было установлено, что нос до 10-го шпангоута сидит на каменной плите; днище повреждено на протяжении 22,8 м, а вертикальный киль — 34,8 м. Сойти с мели не удалось ни своим ходом, ни с помощью линкора «Чесма» и портовых буксиров. В итоге пришлось просить помощи у японцев. Корабль существенно разгрузили (сняли боевую рубку, броню носовой башни и частично броню казематов, часть артиллерии), пробоины залили цементом, подвели баржи-понтоны и откачали воду. После всплытия корабля (это случилось 25 июня) его отбуксировали во Владивосток и произвели в доке аварийный ремонт. В это время был сменён командир — вместо Д. Д. Заботкина им был назначен К. П. Иванов-Тринадцатый, участвовавший в бою 1 августа 1904 года на крейсере «Рюрик». Были заменены также старший офицер и старший штурман корабля. В июле после минимального устранения повреждений «Пересвет» перешёл в Майдзуру, где был отремонтирован более основательно. Однако качество проведённых работ было не слишком высоким; вдобавок, корпус был деформирован из-за плохой пригонки кильблоков, на которые корабль установили в доке. Спасательные работы и ремонт обошлись в 740 тыс. рублей, но, несмотря на эти затраты, «Пересвет» по-прежнему нуждался в основательном ремонте — по всей видимости, его собирались провести в Англии.

Мемориальная плита с именами моряков с «Пересвета», установленная на могиле на кладбище в Порт-Саиде

Памятник на могиле моряков с «Пересвета» на христианском кладбище Порт-Саида

19 октября корабль вышел из Майдзуру и направился в европейские воды. Посетив по дороге Гонконг, Сингапур, Аден и Суэц, 6 декабря он прибыл в Порт-Саид. 22 декабря «Пересвет» в сопровождении английского эсминца «Нигелла» вышел из Порт-Саида в Средиземное море. Опасаясь подводных лодок, корабли шли противолодочным зигзагом. В 17.30 «Пересвет» подорвался носом и кормой сразу на двух минах, при этом была сорвана крыша носовой башни. Считая, что корабль атакован подводной лодкой, расчёты противоминной артиллерии открыли огонь по воде. Однако корабль быстро погружался, и командир приказал команде спасаться. Спустить успели лишь один паровой катер. В 17.47 «Пересвет» опрокинулся и затонул в 10 милях на норд-ост 24° от Порт-Саида на глубине около 45 м. Английский эсминец и подошедшие три французских траулера в течение четырёх часов подняли из воды 557 человек из состава русского экипажа, однако девять из них скончались от ран и переохлаждения. С кораблём погибли 252 человека. По другим данным, на борту в момент взрыва было 800 человек, спасены 720 человек, из которых 140 были ранены, обожжены и травмированы; позднее в госпитале скончались 11 моряков. 28 марта 1917 года «Пересвет» был официально исключён из списков флота. Позже выяснилось, что корабль погиб на минном заграждении, выставленном немецкой подводной лодкой U-73.
Из-за продолжающейся войны и событий 1917 года возвращение команды «Пересвета» в Россию затянулось, последние моряки прибыли на родину только в 1919 году.
28 декабря 1918 года дипломаты Российской империи, не признавшие советскую власть, продали лежащий на дне «Пересвет» некоему Э. Павичевичу, который подписал контракт с итальянским синдикатом «Беллони» на подъём различных предметов с затонувшего корабля. В 1920 году на корабле активно велись водолазные работы, были подняты свыше тонны медных и бронзовых частей корабля, целый артиллерийский дальномер с бронзовым пьедесталом, пароходная буссоль, машина и котёл парового катера, одно орудие калибра 75 миллиметров, разные металлические части весом 250 килограммов и множество медных предметов. Ходили упорные слухи, что в первую очередь итальянцы искали бывшие на корабле денежные ящики с большим количеством золота, якобы перевозимом «Пересветом» для расчётов с союзниками за поставки вооружений, но ничего не нашли. После банкротства «Беллони» Павичевичу удалось только в 1926 году подписать контракт с фирмой «Нереид». В сезон 1926 года эта фирма подняла с корабля 125 тонн бронзовых изделий. О дальнейших работах документов нет.
В 1955 году в Порт-Саиде на могиле моряков с «Пересвета» на средства Министерства обороны СССР был установлен памятник.

## Командиры
- 1896—05.01.1898 — капитан 1-го ранга Филисов, Фёдор Семенович
- 05.01.1898—1902 — капитан 1-го ранга Королёв, Николай Семёнович
- 1902—1904 — капитан 1-го ранга Бойсман, Василий Арсеньевич
- 29.07.1904 - 24.11.1904 — капитан 2-го ранга Дмитриев, Аполлон Аполлонович, ВРИД
- 1916 — капитан 1-го ранга Заботкин, Дмитрий Дмитриевич
- 1916 — капитан 1-го ранга Иванов-Тринадцатый, Константин Петрович

## Командиры в японском флоте
- 1908 г. — Мицуканэ Цусия
- 1911 г. — Тэцудзо Цутияма
- 1912 г. — Сагаити Хираока
- 1915—1916 гг. — Сигэтакэ Сэки

## В художественной литературе
- Трагической гибели броненосного крейсера «Пересвет» посвящён приключенческий роман Николая Черкашина «Взрыв корабля» (1988)